# Routledge
Routledge er et britisk akademisk forlag, som hovedsagelig udgiver bøger indenfor humaniora og sociologi. Forlaget blev grundlagt i 1836 af George Routledge og W. H. Warne.
Forlaget udgav tidligere en række opslagsværker, men disse aktiviteter ophørte i 2006. Routledge udgiver dog Europa World Year Book og International Who's Who gennem divisionen Europa Publications.
I 1998 blev forlaget overtaget af Taylor & Francis, der siden er blevet en del af Informa-gruppen.

## Eksterne links
- Routledge's hjemmeside

| Firma | Spire Denne artikel om et firma eller en virksomhed i Storbritannien er en spire som bør udbygges. Du er velkommen til at hjælpe Wikipedia ved at udvide den. |